# Johan
Johan je moško osebno ime.

## Izvor imena
Ime Johan je v Sloveniji različica moškega osebnega imena Janez.

## Pogostost imena
Po podatkih Statističnega urada Republike Slovenije je bilo na dan 31. decembra 2007 v Sloveniji število moških oseb z imenom Johan: 30.

## Osebni praznik
Osebe z imenom Johan lahko godujejo takrat kot osebe z imenom Janez.